# Glendale, Wisconsin
Glendale là một thành phố thuộc quận Milwaukee, tiểu bang Wisconsin, Hoa Kỳ. Năm 2000, dân số của thành phố này là 13367 người.